# اتجاهات واسعة النطاق في التطور
الاتجاهات واسعة النطاق في التطور هي الاتجاهات أو المسارات التي تنتج عن التطور على نطاق واسع وكبير. يبدو أنَّ تاريخ الحياة على الأرض يُظهر توجهاً أو مساراً واضحاً. فمثلاً، يبدو بديهياً أنَّ هناك توجه نحو الزيادة في التعقيد في الكائنات الحية. فالكائنات الحديثة أكثر، مثل الثديات، معقدة أكثر من الكائنات الأكثر قدماً مثل البكتيريا. ولكن لهذا الادعاء مشاكل نظرية وتجريبية. من منظور نظري، يبدو أنَّ ما من سبب يدعو للتوقع بأن ينتج عن التطور توجهات واسعة النطاق، مع أنَّ التوجهات صغيرة النطاق والمحدودة زمناً وحجماً متوقعة. من منظور تجريبي، يصعب قياس التعقيد، وحتى عندما يقاس، فإن الأدلة لا تدعم وجود توجه واسع النطاق.